# Saint-Martin-de-Crau
Saint-Martin-de-Crau település Franciaországban, Bouches-du-Rhône megyében. Lakosainak száma 13 962 fő (2022. január 1.). Saint-Martin-de-Crau Arles, Salon-de-Provence, Maussane-les-Alpilles, Paradou, Mouriès, Aureille, Eyguières, Istres, Fos-sur-Mer és Miramas községekkel határos.

## Népesség
A település népessége az elmúlt években az alábbi módon változott:
| Lakosok száma | 2303 | 2487 | 3257 | 11 040 | 11 215 | 11 180 | 12 737 | 13 321 | 13 413 | 13 962 |
|               | 1926 | 1946 | 1968 | 1990   | 2007   | 2010   | 2013   | 2016   | 2019   | 2022   |